# Guldbagge

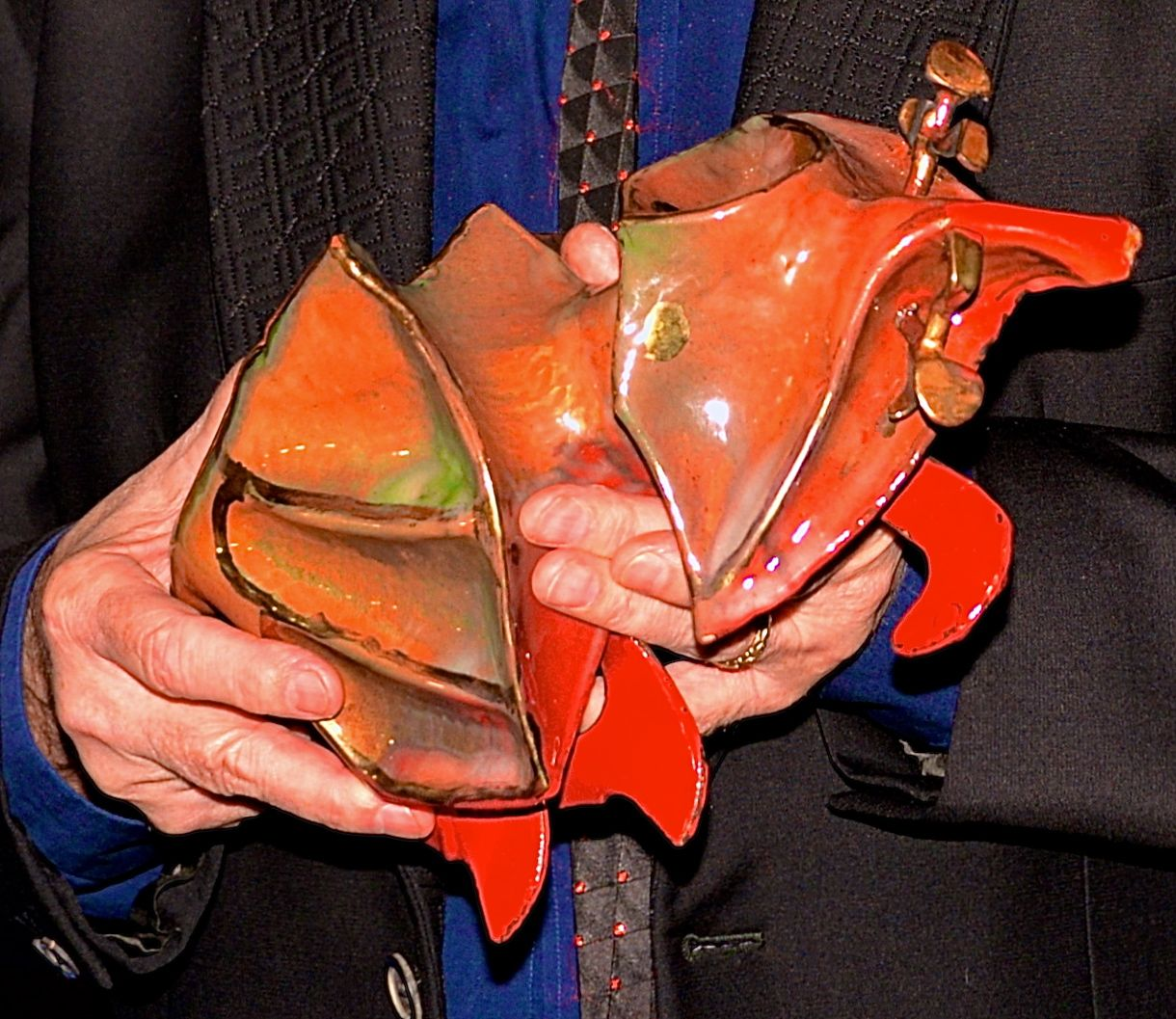
Ein „Guldbagge“ von der Preisverleihung 2013

Der Guldbagge ist der nationale Filmpreis Schwedens. Die Auszeichnung wird jedes Jahr, in der Regel Ende Januar oder Anfang Februar, vom Schwedischen Filminstitut während einer Fernsehgala (Guldbaggegalan) vergeben. Seit 2002 findet diese abwechselnd in Stockholm oder Göteborg statt.

## Geschichte
Der Preis wurde im Jahr 1964 von Harry Schein ins Leben gerufen, der ein Jahr zuvor das Schwedische Filminstitut gegründet hatte. Als Preistrophäe und Namensgeber fungiert eine 1,2 Kilogramm schwere aus emailliertem Kupfer mit Blattgold verzierte Skulptur, kreiert von dem schwedischen Künstler Karl Axel Pehrson. Diese soll einen im Sonnenlicht fliegenden Rosenkäfer symbolisieren, dessen Schimmer Pehrson an einen Filmstreifen erinnerte. Der erste Wettbewerb wurde im April 1964 ausgerufen und die Preisträger von einer Jury bestehend aus Schein und dem Künstler Arne Jones vorausgewählt, um später von einer Jury bestehend aus Lasse Bergström, Bengt Idestam-Almquist, Stig Björkman, Lars Forsell und Jurgen Schildt in einer geheimen Wahl gekürt zu werden.

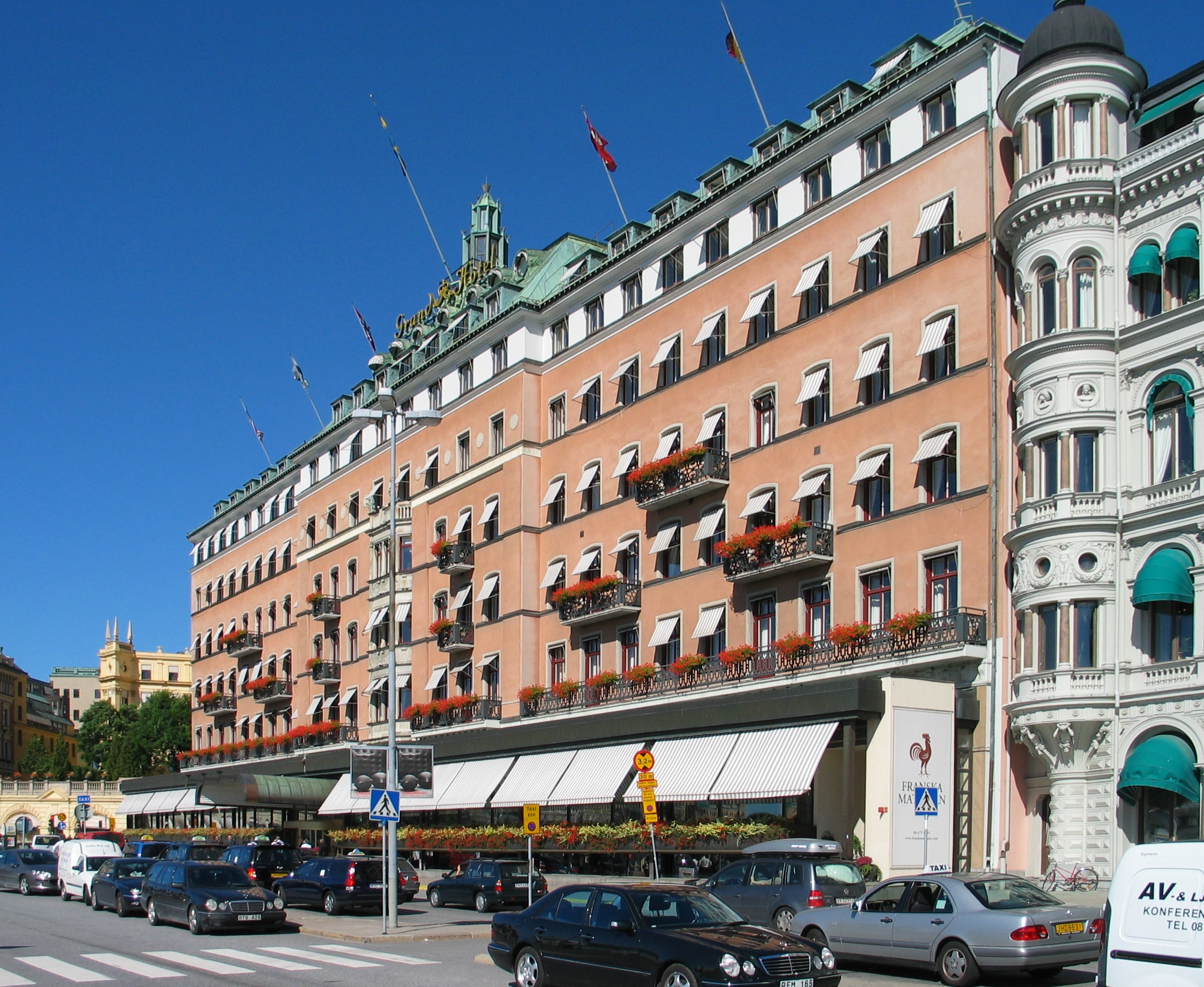
Schauplatz der ersten Verleihung im Jahr 1964: das Grand Hôtel von Stockholm

Die erste Guldbagge-Gala fand am 25. September 1964 statt im Wintergarten des Stockholmer Grand Hôtels im Beisein von 550 Gästen, darunter dem Bildungsminister Ragnar Edenman. Die ersten Guldbagge-Gewinner wurden in den Kategorien Regie, Darsteller und Darstellerin preisgekrönt. Darüber hinaus wurde eine Qualitätsauszeichnung an den besten Film des Jahres vergeben, den Ingmar Bergmans Drama Das Schweigen (1963) erhielt. Ein von Yngve Gamlin gedrehter Kurzfilm zur ersten Preisverleihung und die euphorische Berichterstattung der Presse trugen zur Popularität des neu eingeführten Filmpreises bei, der seit 1981 auch regelmäßig (ausgenommen die Jahre von 1989 bis 1991) im Fernsehen ausgestrahlt wird. Im Jahr 2000 erwarb der öffentlich-rechtliche Fernsehsender Sveriges Television die Übertragungsrechte vom Privatsender TV4.
Bis Ende der 1980er Jahre wurde neben dem von 1978 bis 2007 vergebenen Ingmar-Bergman-Preis und einem Ehrenpreis jährlich nur Auszeichnungen in den Kategorien Film, Regie, Darsteller und Darstellerin vergeben. Erst 1989 öffnete sich der Filmpreis für weitere reguläre Kategorien. Filmschaffende und Filmtechniker wie zum Beispiel Drehbuchautoren oder Kameraleute fanden Berücksichtigung. Auch eine Preiskategorie für den besten ausländischen Spielfilm wurde ausgelobt. Der am häufigsten geehrte Filmregisseur ist Jan Troell, der es bisher auf fünf Auszeichnungen brachte, gefolgt von der Schauspielerin Bibi Andersson mit insgesamt vier Siegen (Stand: Dezember 2008). 1984 wurde der Preis nicht verliehen, um die Zeit für die zu qualifizierenden Filme auf das jeweils zurückliegende Kalenderjahr zu begrenzen.

## Nominierungs- und Abstimmungsrichtlinien
Um sich für die Verleihung der Guldbagge-Preise zu qualifizieren, müssen fiktionale Spielfilme im zurückliegenden Kalenderjahr ihre Premiere gefeiert und in den Kinos gestartet sein. Die Filme müssen mindestens 73 Minuten (2000 Filmmeter im 35-mm-Filmformat) lang sein. Kurz- und Dokumentarfilme qualifizieren sich, wenn sie auf einem von drei vorbestimmten Festivals gezeigt wurden. Außerdem muss sich der Film anhand eines bestimmten Punktesystems als schwedische Produktion herausstellen, beispielsweise durch die Nationalität der beteiligten Filmschaffenden, die Sprache oder die Nationalität der Produzenten.
Jährlich bestimmt der Vorstand des Schwedischen Filminstituts mehrere schwedische Filmorganisationen und -institutionen, die zwei bis vier Mitglieder in die Nominierungsjury entsenden. Vier weitere Mitglieder stammen aus den Reihen des Schwedischen Filminstituts selbst. Die Mitglieder der Nominierungsjury sehen sich alle während des Kalenderjahres veröffentlichten schwedischen Spielfilme an. Unter diesen wählen sie in einer geheimen Abstimmung in Form einer Briefwahl je nach Kategorie die besten drei Filme oder Filmschaffende (die Nominierten in den Kategorien Bester ausländischer Film, Dokumentar- und Kurzfilm ausgenommen). Die Briefwahl wird vom Schwedischen Filminstitut ausgewertet. Eine Woche vor der Preisverleihung wird eine Preisjury bestehend aus sieben Mitgliedern und einem Vorsitzenden vom Schwedischen Filminstitut ausgewählt, wovon mindestens ein Mitglied aus einem anderen skandinavischen Land als Schweden stammen muss. Die Jury entscheidet in einer offenen Diskussion über die Gewinner in den verschiedenen Kategorien, die dann bei der Guldbagge-Verleihung der Öffentlichkeit bekannt gegeben werden.
Die Nominierungen in den Kategorien Bester ausländischer Film, Kurzfilm und Dokumentarfilm werden von einer eigenständigen Jury, bestehend aus Funktionären der Filmfestivals von Göteborg, Uppsala und des Dokumentarfilmfestivals von Stockholm ausgewählt. Die Sonderpreise werden wiederum von einer weiteren Jury, bestehend aus Mitgliedern der allgemeinen Nominierungsjury und Filmschaffenden, ermittelt.

## Kategorien

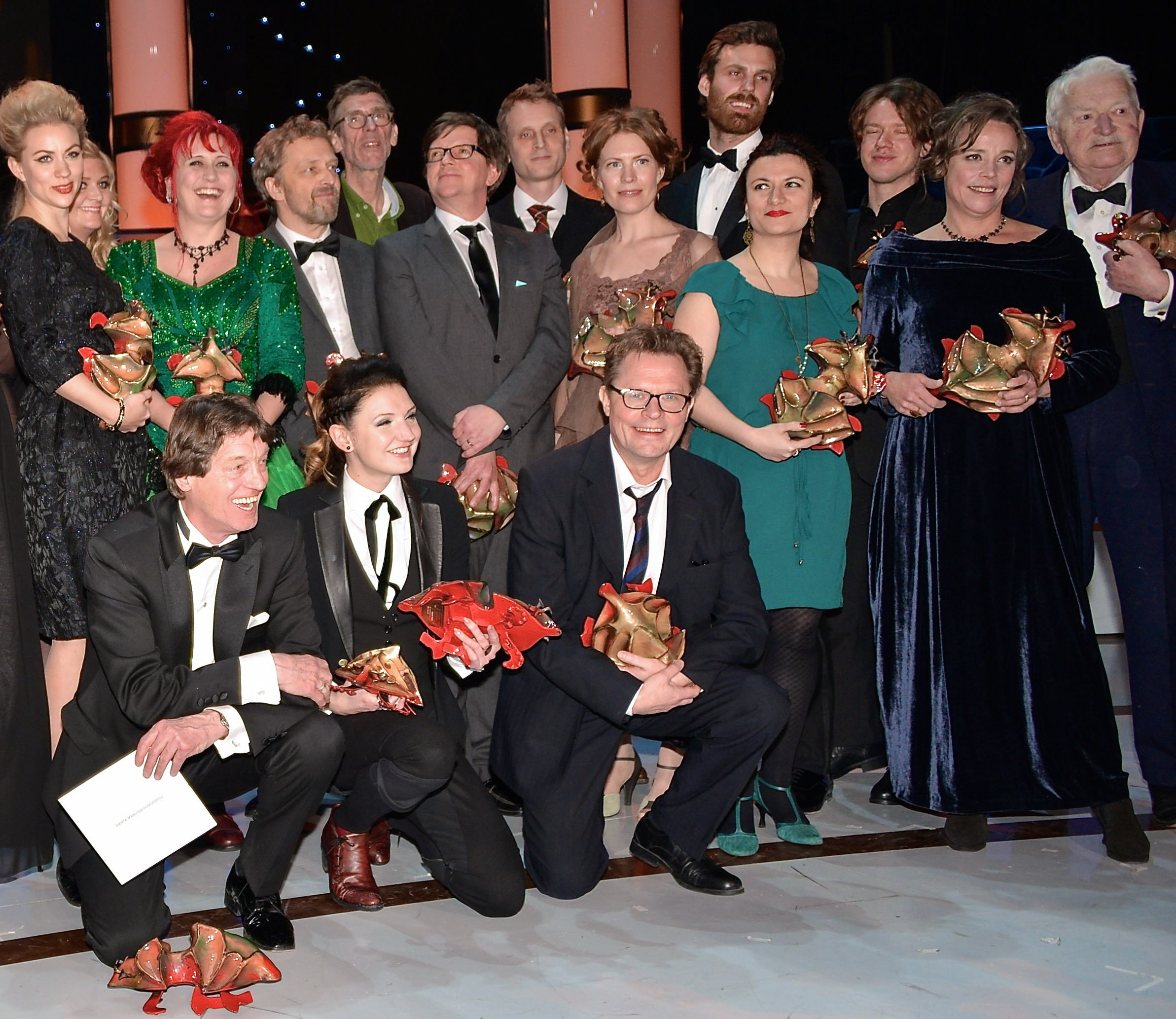
Einige Gewinner der Guldbaggeverleihung 2013

Die Preiskategorien im Überblick:
| Kategorie                                                                          | Originalbezeichnung       | Erstmals verliehen |
| ---------------------------------------------------------------------------------- | ------------------------- | ------------------ |
| Bester Film                                                                        | Bästa film                | 1964               |
| Beste Regie                                                                        | Bästa regi                | 1964               |
| Bester Hauptdarsteller                                                             | Bästa manliga huvudroll   | 1964               |
| Beste Hauptdarstellerin                                                            | Bästa kvinnliga huvudroll | 1964               |
| Bester Nebendarsteller                                                             | Bästa manliga biroll      | 1996               |
| Beste Nebendarstellerin                                                            | Bästa kvinnliga biroll    | 1996               |
| Bestes Drehbuch                                                                    | Bästa manuskript          | 1989               |
| Beste Kamera                                                                       | Bästa foto                | 1989               |
| Bester Schnitt                                                                     | Bästa klippning           | 2012               |
| Beste Filmmusik                                                                    | Bästa originalmusik       | 2012               |
| Bester Filmsong                                                                    | Bästa ljud/ljuddesign     | 2012               |
| Bestes Kostümdesign                                                                | Bästa kostym              | 2012               |
| Bestes Make-up                                                                     | Bästa mask/smink          | 2012               |
| Beste Spezialeffekte                                                               | Bästa visuella effekter   | 2012               |
| Bestes Produktionsdesign                                                           | Bästa scenografi          | 2012               |
| Bester Dokumentarfilm                                                              | Bästa dokumentärfilm      | 2001               |
| Bester Kurzfilm                                                                    | Bästa kortfilm            | 1996               |
| Bester ausländischer Film                                                          | Bästa utländska film      | 1990               |
| Ehrenpreis                                                                         | Hedersguldbagge           | 2001               |
| Newcomer des Jahres                                                                | Årets nykomling           | 2016               |
| Goldener Spross (Honorierung von besonderen Leistungen im Kinder- oder Jugendfilm) | Gullspira                 | 2006               |
| Publikumspreis                                                                     | Guldbaggens publikpris    | 2007               |

### Frühere Kategorien
| Kategorie | Originalbezeichnung              | Verliehen       |
| --- | -------------------------------- | --------------- |
| Preis für besondere Leistungen (Honorierung von Leistungen für die keine eigenständigen Kategorien existieren, darunter Ausstattung, Ton, Schnitt, Kostüme usw.) | Guldbagge för särskilda insatser | 2008–2011, 2015 |